# قمارباز (فیلم ۱۹۹۷)
«قمارباز» (انگلیسی: The Gambler) یک فیلم درام به کارگردانی کاروی ماک محصول سال ۱۹۹۷ میلادی انگلستان است.